# Station Benee Brak
Station Benee Brak (Hebreeuws: תחנת הרכבת בני ברק Taḥanat HaRakevet Benee Brak) is een treinstation in de Israëlische stad Benee Brak.
Het is een station op het traject Hod Hasjaron-Tel Aviv en Hod Hasjaron-Harisjoniem.
| Eindbestemming       | Vorig station           | Lijn                     | Volgend station             | Eindbestemming    |
| -------------------- | ----------------------- | ------------------------ | --------------------------- | ----------------- |
| Hod Hasjaron Sokolov | Petah Tikva Kiryat Arye | Hod Hasjaron-Harisjoniem | Tel Aviv Savidor University | Harisjoniem       |
| Hod Hasjaron Sokolov | Petah Tikva Kiryat Arye | Hod HaSharon-Tel Aviv    | Tel Aviv University         | Tel Aviv HaHagana |